# Ankkarock
Ankkarock (dt. Entenrock) war ein finnisches Rock- und Metal-Festival, das seit 1987 bis 2010 fast jedes Jahr traditionell am ersten Augustwochenende in Vantaa im Stadtteil Korso stattgefunden hat.
Das Ruisrock in Turku war das Partnerfestival des Ankkarock, weshalb die beiden Veranstaltungen über ein ähnliches Line-up verfügten.

## Geschichte
Das erste Ankkarock wurde 1987 von einer Gruppe Freiwilliger als freies Rockkonzert gegründet. Als Veranstaltungsort wurde der Park Ankkalammet (dt. Ententeiche) in Korso ausgewählt, der auch zum Namensgeber des Festivals wurde. Als Headliner spielte Havana Black vor über 800 Besuchern, im Jahr darauf kamen bereits 2.000 Menschen.
1991 fand das Festival mit Bands wie Freud Marx Engels & Jung vor etwa 10.000 Besuchern statt. Das Ankkarock wurde in diesem Jahr nicht nur zweitägig, sondern erhielt auch eine zweite Bühne (Rocklava und Päälava). Im Laufe der nächsten Jahre wuchs das Festival immer mehr an, sowohl Händlermeile als auch Verköstigungsbereich nahmen eine immer größere Fläche ein und 1996 zog das Festival insgesamt 33.000 Musikfans an. Dadurch wurde es zum einen der größten Festivals Finnlands.
1998 stieß das Gelände schließlich mit 55.000 Besuchern an seine Grenze. Aus Gründen der öffentlichen Sicherheit wurde entschieden, das Festival zu verkleinern. Daher wurde das Ankkarock 1999 kostenpflichtig, pro Tag wurde ein Eintrittspreis von 60 mk (~ 10 €) verlangt. Mit insgesamt 30.000 Zuschauern war das Festival, das als Headliner Nightwish, Ultra Bra und Apulanta bot, dennoch ausverkauft.
Auch in den folgenden Jahren blieben trotz steigendes Eintrittspreises die Besucherzahlen konstant bei circa 30.000 Personen. 2008 waren es laut Angaben des Veranstalters 30.500, davon 17.000 am Samstag und 13.500 am Sonntag. Seit 2003 sind zudem drei Bühnen im Einsatz (Korsolava, Rocklava und Puistolava).

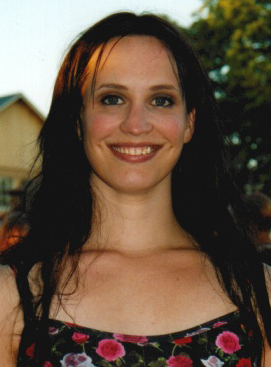
Ente 2009: Maija Vilkkumaa

## Logo
Das Logo des Festivals ist eine Comic-Ente im Stile der Ducks, die üblicherweise dem Mitglied einer Headliner-Band nachempfunden wird. 2010 fungierte Don Huonot als Ente. Weitere Enten der vergangenen Jahre waren Maija Vilkkumaa (2009), Jouni Hynynen von Kotiteollisuus (2008), Toni Wirtanen von Apulanta (2007), Paula Vesala und Mira Luoti von PMMP gemeinsam mit Alexi Laiho von Children of Bodom (2006), Tarja Turunen als Sängerin von Nightwish (2005), Lauri Ylönen von The Rasmus mit Justin Hawkins von The Darkness (2004), Ville Valo von HIM (2003) und Michael Monroe von Hanoi Rocks (2002).

## Bandübersicht
1999Nightwish, Ultra Bra, Apulanta, Freud Marx Engels & Jung, Tehosekoitin, Ismo Alanko Säätiö, Don Huonot, Turo’s Hevi Gee, Jonna Tervomaa, Ne Luumäet, Yö, Melrose, Lemonator, Peer Günt, YUP, The 69 Eyes, Rasmus, Popeda, The Crash, Nylon Beat, Maija Vilkkumaa, Snowdogs, Cashmir, Oinas und Andersson.
2000Kent, Dingo, Eläkeläiset, Tyrävyö feat. Jimi Pääkallo, Apulanta, Ultra Bra, Jonna Tervomaa, Pauli Hanhiniemen Perunateatteri, Tehosekoitin, YUP, Kemopetrol, Pelle Miljoona, BrainStorm, Michael Monroe, Egotrippi, The Crash, Zen Café, Neljä Ruusua, Lemonator, Kauko Röyhkä, Sir Elwoodin hiljaiset värit, Maija Vilkkumaa, Timo Rautiainen ja Trio Niskalaukaus, LAB, Jo Hope, Arto Muna & Millennium und Torpedo.
2001Michael Monroe & Andy Mc Coy Hanoi Revisited, Ultra Bra, Veeti & The Velvets, Ismo Alanko Säätiö, Popeda, The Soundtrack of Our Lives, Zen Café, Amorphis, Dingo, Apulanta, Lemonator, The Flaming Sideburns, The Rasmus, The 69 Eyes, YUP, Mustaparaati tribute, Tehosekoitin, Trio Niskalaukaus, Manboy, Daniel Lioneye & the Rollers, Anssi Kela, Kwan, Nylon Beat und Paleface.
2002Motörhead, Hanoi Rocks, The Crash, Apulanta, Don Huonot, Eläkeläiset, The Flaming Sideburns, Kapteeni Ä-ni, Kerkko Koskinen, J. Karjalaisen ja Electric Saunan, The Rasmus, Anssi Kela, Timo Rautiainen ja Trio Niskalaukaus, Neljä Ruusua, The 69 Eyes, Nightwish, Scandinavian Music Group, Popeda, Suburban Tribe, Sir Elwoodin hiljaiset värit, Jonna Tervomaa, Tehosekoitin, Maija Vilkkumaa, Yö und Zen Café.
2003Sleepy Sleepers, Hanoi Rocks, Apulanta, Don Johnson Big Band, The Ark, The 69 Eyes, HIM, Scorpions, The Flaming Sideburns, Zen Café, The Sounds, Amorphis, The Hellacopters, Maija Vilkkumaa, Peer Günt, Timo Rautiainen ja Trio Niskalaukaus, Lemonator, Nylon Beat, Don Huonot, The Rasmus, Sweatmaster, YUP, Scandinavian Music Group, Jukkapoika & Kompostibändi, Kwan, Egotrippi und Mauron Maiden.
2004The Cardigans, The Darkness, Backyard Babies, The Rasmus, Danko Jones, Bloodhound Gang, Zen Café, Neljä Ruusua, Maija Vilkkumaa, Don Johnson Big Band, Timo Kotipelto, Egotrippi, Kotiteollisuus, Suburban Tribe, Scandinavian Music Group, Apulanta, The Crash, Jonna Tervomaa, The Flaming Sideburns, Sir Elwoodin hiljaiset värit, Timo Rautiainen ja Trio Niskalaukaus, Kemopetrol, Tiktak und Tehosekoitin.
200522-Pistepirkko, A.M.R., Apocalyptica, Apulanta, CMX, Damn Seagulls, Disco Ensemble, Franz Ferdinand, Hanoi Rocks, Jonna Tervomaa, Juliette and the Licks, Kotiteollisuus, Maija Vilkkumaa, Nightwish, Sir Elwoodin hiljaiset värit, Sonata Arctica, Teräsbetoni, The Ark, The Hellacopters, The Posies, The Rasmus, The Soundtrack of Our Lives, Uriah Heep, Viikate, Within Temptation, YUP und Zen Café.
2006Amorphis, Apulanta, Backyard Babies, Children of Bodom, CKY, Danko Jones, Disco Ensemble, Don Johnson Big Band, Dropkick Murphys, Egotrippi, Eläkeläiset, Flogging Molly, Hanoi Rocks, Lapko, Lemonator, Maija Vilkkumaa, Ministry, Mirror of Madness, PMMP, Poets of the Fall, Scandinavian Music Group, Sonata Arctica, Teräsbetoni, Tiktak, Timo Rautiainen, The Rasmus, Turbonegro und Von Hertzen Brothers.
2007Headliner waren Nine Inch Nails, Dir en grey, The Ark und Millencolin.
Amorphis, Apulanta, Damn Seagulls, Disco Ensemble, Hanoi Rocks, Ismo Alanko Teholla, Jonna Tervomaa, Kotiteollisuus, Lapko, Maija Vilkkumaa, Maj Karma, Mando Diao, PMMP, Poets of the Fall, Poisonblack, Rubik, Sonata Arctica, Spitfire, The 69 Eyes, The Bellrays, The Gathering, The Sounds, Von Hertzen Brothers und Zen Café.
2008Als Headliner fungierten HIM und Kent am Samstag, Opeth und Apocalyptica am Sonntag. Weitere Bands sind:
Amorphis, Apulanta, Disco Ensemble, Hanoi Rocks, Ismo Alanko Teholla, Kamelot, Kotiteollisuus, Lauri Tähkä & Elonkerjuu, Mokoma, PMMP, Poets of the Fall, Scandinavian Music Group, Sonata Arctica, Soilwork, The Hives, Tiger Army, Volbeat, Von Hertzen Brothers und W.A.S.P., Antero Raimo & Ovet, Reino & The Rhinos, Throwaway Heroes und Tracedawn.
2009Amon Amarth, Amorphis, Apulanta, Cavalera Conspiracy, CMX, Dragonforce, Egotrippi, Ensiferum, Eppu Normaali, Fucked Up, Hardcore Superstar, Kotiteollisuus, Le Corps Mince de Françoise, Maija Vilkkumaa, New York Dolls, Pintandwefall, PMMP, Scandinavian Music Group, Sonata Arctica, Stam1na, Tehosekoitin, Testament (Band), The National (Band), Tuomo, Turbonegro, Turisas, TV on the Radio, Volbeat.